# Madastenus nigrinotus
Madastenus nigrinotus är en stekelart som beskrevs av André Seyrig 1952. Madastenus nigrinotus ingår i släktet Madastenus och familjen brokparasitsteklar. Inga underarter finns listade i Catalogue of Life.